# San Felipe, Villa de Tututepec de Melchor Ocampo
San Felipe är en ort i Mexiko.   Den ligger i kommunen Villa de Tututepec de Melchor Ocampo och delstaten Oaxaca, i den sydöstra delen av landet, 400 km söder om huvudstaden Mexico City. San Felipe ligger 25 meter över havet och antalet invånare är 302.
Terrängen runt San Felipe är platt söderut, men norrut är den kuperad. Runt San Felipe är det ganska glesbefolkat, med 34 invånare per kvadratkilometer. Närmaste större samhälle är Santa Rosa de Lima, 2,7 km sydost om San Felipe. Omgivningarna runt San Felipe är en mosaik av jordbruksmark och naturlig växtlighet.